# Vorlauftemperatur
Die Vorlauftemperatur ist in einem Heiz- oder Kühlkreis die Temperatur des wärme- bzw. kälteübertragenden Mediums (z. B. Wasser), das einem technischen System zugeführt wird. Die Temperatur des aus dem System hinausfließenden Mediums nennt man dementsprechend Rücklauftemperatur.

## Heizungstechnik
In der Heizungstechnik ist die Vorlauftemperatur die Temperatur des wärmeübertragenden Mediums nach dem Erhitzen durch eine Wärmequelle (z. B. Solarkollektor, Gasheizung), das in den Heizkreis geleitet wird.
Die Höhe der Vorlauftemperatur ist abhängig von den wärmeabgebenden Flächen und dem Wärmebedarf der Räume. Sie betrug früher 90 °C. Grund waren die Schwerkraftheizungen, die ohne Umwälzpumpen auf eine hohe Vorlauftemperatur angewiesen waren, um das Heizwasser bewegen zu können.
Um die Brennwerttechnik mit konventionellen Radiatorheizungen zu unterstützen und aufgrund besser gedämmter Gebäude, werden die Heizungen auf Niedertemperatur (ca. 55 °C) ausgelegt.
Für Nutzung in Verbindung mit Wärmepumpen und/oder solarer Heizungsunterstützung sind Flächenheizungen geeignet, die nur noch Vorlauftemperaturen von ca. 30–35 °C benötigen.
Eine weitere Absenkung auf ca. 23 °C bietet die Technik der thermischen Bauteilaktivierung.
Die Vorlauftemperatur sollte generell möglichst niedrig gewählt sein. Die gewünschte Erwärmung der Räume sollte an jedem Punkt der Heizkurve gerade noch möglich sein. Hierfür gibt es mehrere Gründe:
Verluste des Wärmeverteilsystems
Das Wärmemedium erreicht den Verbraucher mit einer Temperatur, die etwas niedriger als die Vorlauftemperatur ist. Diese hängt von der Qualität der Wärmedämmung der Versorgungsstrecke zwischen Wärmequelle und Verbraucher ab. Hieraus ergibt sich zwangsläufig, dass die Vorlauftemperatur höher als 22 °C (Raumtemperatur) sein muss. Wählt man die Vorlauftemperatur gegenüber der Umgebungstemperatur zu hoch, so sind die Transmissionsverluste des Systems entsprechend höher (Berechnung siehe Wärmedurchgangskoeffizient). Verluste treten insbesondere dann auf, wenn die Wärmeverteilung außerhalb der zu erwärmenden Gebäudehülle verläuft, deshalb schreibt die Energieeinsparverordnung hierfür eine Mindestdämmung vor.
Verluste durch unbeabsichtigte Lüftung
Die abgegebene Wärmeleistung über Heizflächen ist umso höher, je größer die Vorlauftemperatur ist. Da die Gefahr von Lüftungsverlusten gerade in der Übergangszeit im Frühling oder Herbst groß ist, können diese Verluste durch die Anpassung der Heizkurve zumindest minimiert werden.
Verbesserter Wirkungsgrad bei moderner Heizungstechnik
Wärmepumpen haben eine höhere Leistungszahl je niedriger die Vorlauftemperatur ist (1 K niedriger erhöht die Leistungszahl um 2,8 %). Ähnlich ist es bei Nutzung von solarer Heizungsunterstützung: je niedriger die benötigte Temperatur ist, umso höher ist der jährliche Ertrag, weil auch in Zeiten geringerer Einstrahlung verwertbare Temperaturen erzielt werden können.
Auch Brennwertheizungssysteme profitieren von einer niedrigen Vorlauftemperatur. Der entscheidende Wert zur Steigerung der Effizienz ist hier jedoch die Rücklauftemperatur, da eine niedrige Rücklauftemperatur gewährleistet, dass durch die Reduzierung der Abgastemperatur die bei der Kondensation des im Abgas enthaltenen Wasserdampfs freiwerdende Kondensationsenthalpie in möglichst großem Umfang genutzt werden kann.

## Kühltechnik
Bei der Klima- und Kältetechnik ist die Vorlauftemperatur niedriger als die des Rücklaufes, da sie dem zu kühlenden Objekt Wärme entziehen soll. Kälte ist somit eine Form der Wärme, aber mit umgekehrter Energieflussrichtung.
Bei der Rückkühlung bzw. Flüssigkeitskühlung ist die Vorlauftemperatur höher als die Rücklauftemperatur. Sie ist die Temperatur des wärmeübertragenden Mediums vor dem Herunterkühlen, z. B. im Kühlturm oder Wärmetauscher.